# Le colonne d'Ercole
Le colonne d'Ercole è stato un programma radiofonico italiano, andato in onda il sabato e la domenica dalle 18.00 alle 19.30 su Radio 2.
Nella stagione 2008-2009 veniva trasmesso il sabato con Federico Biagione e Armando Traverso, ai quali la domenica si aggiungeva Federica Gentile. La regia era di Savino Bonito e Luca Bona. In redazione Roberto Deidda e Laura Gagliardi. A cura di Patrizia Critelli.
Nella stagione 2009-2010, l'ultima in cui il programma è andato in onda, è stato presentato da Biagione e Traverso con Elisa Isoardi.